# مارک استروفسکی
مارک استروفسکی (لهستانی: Marek Ostrowski; ۲۲ نوامبر ۱۹۵۹ – ۶ مارس ۲۰۱۷) بازیکن فوتبال اهل لهستان بود.
از باشگاه‌هایی که در آن بازی کرده‌است می‌توان به باشگاه فوتبال زاویشا بیدگوشچ و باشگاه فوتبال پوگون شچچین اشاره کرد.
وی همچنین در تیم ملی فوتبال لهستان بازی کرده‌است.